# Скворцов, Виктор Фёдорович
Виктор Фёдорович Скворцов (25 февраля 1952, Таганрог — 27 мая 2024) — российский музыкант, музыкальный педагог, директор Детской музыкальной школы им. П. И. Чайковского (1984—2022). Заслуженный работник культуры Российской Федерации (1998).

## Биография
Родился 25 февраля 1952 года в Таганроге.
Окончил Детскую музыкальную школу им. П. И. Чайковского по классу баяна. В 1974 году окончил музфак Таганрогского государственного педагогического института по классу баяна и пришёл работать в ДМШ им. П. И. Чайковского.
В 1987 году выступил инициатором создания ансамбля народных инструментов «Диво», которому в в1993 году был присвоен статус муниципального. Сам Виктор Скворцов проработал в ансамбле «Диво» 14 лет.
С 1984 года по 2022 год работал директором таганрогской Детской музыкальной школы им. П. И. Чайковского. По его инициативе в ДМШ были открыты отделения одарённых детей, общего фортепиано, ансамблевого исполнительства, эстрадно-джазовое, раннего эстетического развития.
Под его руководством, к столетию школы, был приведён в порядок Дом Аверьино (ул. Греческая, 50), в котором располагалась на тот момент ДМШ. В 1991 году провёл реконструкцию Дома политпросвещения (Украинский пер., 8), в здание которого была переведена музыкальная школа.
В 1998 году удостоен звания «Заслуженный работник культуры РФ».
В 2012 году награждён медалью «За доблестный труд на благо Донского края».
Скончался 27 мая 2024 года в Ростовской области. Похоронен на Николаевском кладбище Таганрога.

## Память
- В феврале 2025 года в таганрогском Городском доме культуры состоялся большой концерт, посвящённый памяти Виктора Фёдоровича Скворцова[3].